# Puerto López (Colombie)
Puerto López est une municipalité (municipio) colombienne du département de Meta.
Puerto López est située à 86 km à l'est de la capitale et plus grande ville du département de Meta : Villavicencio.
Le chef lieu de la municipalité occupait environ 10 km2 en 2008. Il se situe à environ 178 mètres d'altitude. La superficie rurale était d'environ 6 730 km2 en 2008. Le reste de la surface de la municipalité, soit environ 158 km2 est constitué de plans d'eau ou de marécages.
Puerto López est nationalement connue comme le « nombril de la Colombie » car elle se situe au barycentre géographique du territoire métropolitain.
Puerto López est à 206 km de Bogota, capitale du pays, par la route.

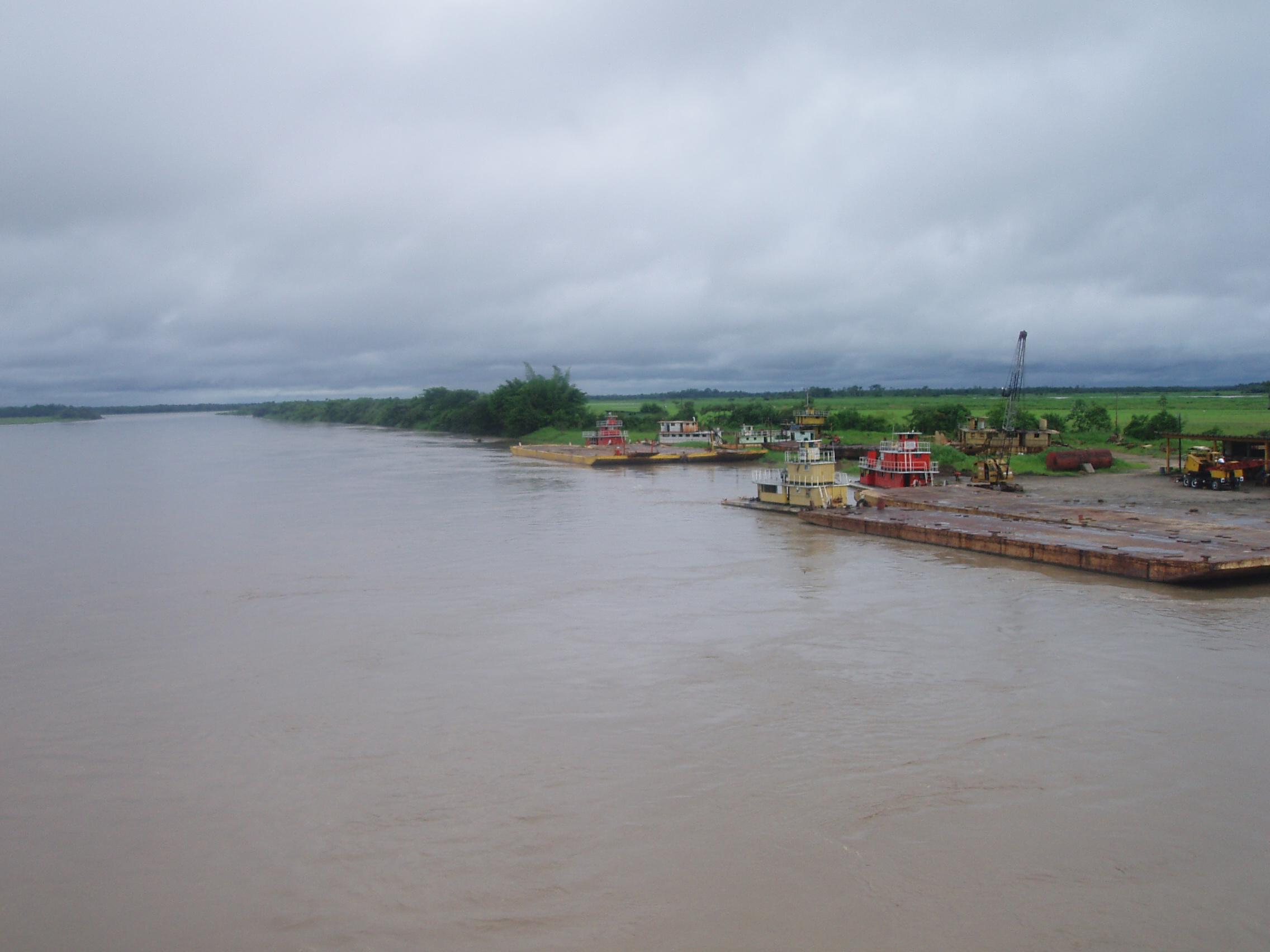
Le port fluvial de Puerto López en 2007.

Puerto López est en outre l'un des ports fluviaux les plus importants sur le río Meta.

## Histoire
Une bourgade et un port fluvial furent fondés officiellement sur ce site le 1er mai 1935 par Abel Rey et Clemente Naranjo.
Le 3 mai 1937, l'intendance nationale du Meta (intendencia nacional del Meta) créa le co-régiment de Yacuana, avec pour capitale Puerto Alfonso López.
Le site devient une municipalité (municipio) le 3 juillet 1945, entériné par le décret no 2543 de 1945.

## Géographie

### Accès

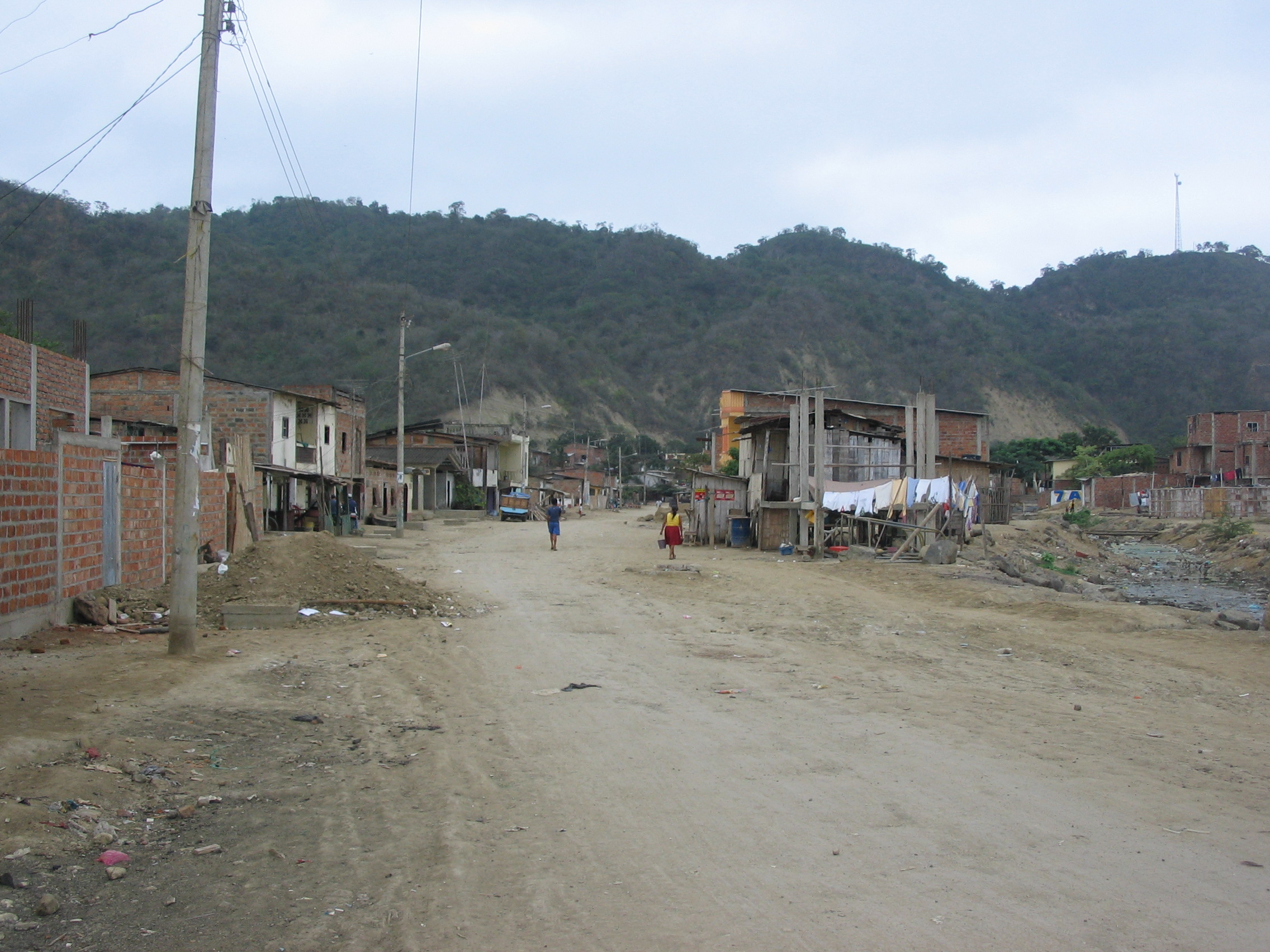
Rue ordinaire de Puerto López.

La principale voie d'accès à la municipalité de Puerto López est la route qui la relie à Villavicencio.
L'accès au territoire des llanos orientaux se fait principalement par le río Meta.
L'accès au Venezuela se fait ensuite par le rio Orinoco (Orénoque).

### Climat
La plus grande partie de la municipalité connaît un climat tropical humide, avec une température moyenne proche de 27°. Cependant les températures extrêmes peuvent aller de 14° du côté de la cordillère à 39° dans les zones les plus chaudes.

### Limites
- Nord : Municipalités de Cumaral, Cabuyaro et le département de Casanare
- Ouest : Municipalités de San Carlos de Guaroa (Saint-Charles-de-Goaroa) et Villavicencio.
- Sud : Municipalités de San Martín (saint-Martin)
- Est : Municipalité de Puerto Gaitán (Port Gaëtan)

### Hydrographie
Le territoire de la municipalité de Puerto López est traversé par les rivières (ríos) suivantes :
- Río Meta, affluent du río Orinoco (Orénoque) ;
- El Humadea au sud-est et le río Guayuriba au nord, confluent pour donner naissance au río Metica. Ce dernier reçoit encore en aval de Puerto Lopez, d'autres affluents dont le plus important est el Humea.

Des canaux jouent également un rôle important dans le drainage des sols et l'urbanisation locale :
- le caño Banderas limite l'urbanisation au sud et draine la lagune Mataredondo. Il sert également d'égout et d'exutoire pluvial pour un tiers de la ville environ. Il se jette dans un bras du río Metica ;
- le caño la Venturosa limite l'urbanisation au nord-ouest. Il recueille encore peu d'eaux usées mais souffre de la déforestation. Il prend naissance au lieu-dit Las Brisas et s'écoule dans le río Metica.

## Économie
La municipalité de Puerto López et ses environs sont considérés comme la région agricole la plus importante du département de Meta. Les principales cultures pratiquées sont :
- le riz ;
- le coton ;
- le manioc ;
- la banane ;
- le café ;
- les arbres fruitiers ;
- etc.

Les autres activités économiques locales sont l'élevage, la pêche, le commerce et quelques industries agro-alimentaires.

## Culture et patrimoine
Les paysages des Llanos constituent le principal patrimoine écologique et touristique de Puerto López. Des zones particulièrement belles ou fragiles sont protégées par des classements :
- le parc naturel municipal El Yucao ;
- la réserve naturelle Alto de Menegua.

La culture llanera des éleveurs, agriculteurs et pêcheurs s'exprime notamment par un style musical typique, dit Música Llanera, et par des fêtes locales :
- Festival del Canoero y del Coleo, en août ;
- Feria de Exposición Equina y Ganadera, en septembre ;
- Festival Internacional de Colonias, en décembre.